# Остужев, Александр Алексеевич
Алекса́ндр Алексе́евич Осту́жев (настоящая фамилия — Пожаров; 16 [28] апреля 1874, Воронеж — 1 марта 1953, Москва) — российский и советский актёр. Народный артист СССР (1937). Лауреат Сталинской премии l степени (1943). Кавалер двух орденов Ленина (1937, 1949).

## Биография
Александр Остужев родился 16 (28) апреля 1874 года в Воронеже в семье паровозного машиниста.
Отучившись два года в техническом училище, на третьем году был отчислен за грубость с надзирателем. После этого сменил несколько специальностей, зарабатывая на жизнь. Сценическую деятельность начал в 1895 году в антрепризе А. М. Медведева на сцене Воронежского театра (ныне Воронежский академический театр драмы имени А. В. Кольцова), первоначально не имея образования и исполняя эпизодические роли, где его заметил А. И. Южин, пригласил в Малый театр и устроил на два года на Драматические курсы Московского театрального училища (ныне Высшее театральное училище имени М. С. Щепкина), где его педагогом был А. П. Ленский, со стипендией в 300 рублей.
По окончании училища в 1898 году был принят в труппу Малого театра. Играл также в его молодёжном филиале: Новый театр под руководством А. П. Ленского, где взял псевдоним «Остужев» (от «стужа»). Наиболее распространённая версия, которую пересказывал и сам актёр, заключалась в том, что режиссёр боялся, что фамилия «Пожаров» может быть перепутана с криками о пожаре. Историк Ю. Эйхенвальд предложил другую версию — А. Ленский дал А. Пожарову псевдоним, чтобы «остудить» его горячий нрав. Вскоре был вынужден покинуть театр из-за своего характера: подрался с другим актёром и был уволен. В сезоне 1901—1902 годов выступал на сцене Театра Корша, а затем был принят назад в Малый театр, где играл до конца жизни.

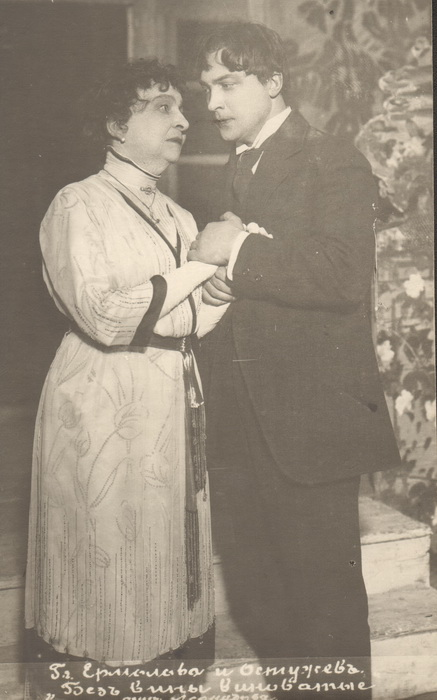
С Марией Ермоловой в спектакле «Без вины виноватые» в 1913 году

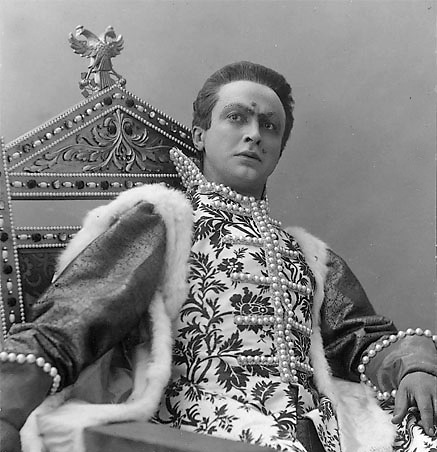
В роли Лжедмитрия I в 1909 году

Был также известен благодаря своему голосу. Т. Сальвини, смотревший «Отелло», где актёр играл Кассио, всерьёз предлагал ему уйти в пение бельканто. Однако Вс. Мейерхольд считал, что сценической карьере актёра мешает его голос.
В конце 1900-х постепенно перешёл от романтических ролей юности к драматическим; он часто играл сына, когда М. Ермолова играла мать (к примеру, Незнамов в «Без вины виноватых». В этот период карьера актёра могла прерваться: около 1908 года он начал терять слух из-за болезни Меньера и к 1910 году полностью оглох. Однако не прекратил выступать: в августе 1909 года, незадолго до полной глухоты сыграл трагическую роль Лжедмитрия I в постановке «Дмитрий Самозванец и Василий Шуйский»; полностью потеряв слух, сыграл в новых постановках шекспировских комедий — Фердинанда в «Буре», Орландо в «Двенадцатой ночи» (1912) и Бассанио в «Венецианском купце» (1916).
Создал методику работы, чтобы остаться на сцене — запоминал полностью слова всех ролей до первой репетиции, чтобы иметь возможность читать по губам реплики коллег и иногда помогал им, выступая в качестве суфлёра незаметно от зрителей. Полностью контролировал свой голос и позже говорил, что его поздняя карьера обязана внутренней концентрации, появившейся из-за глухоты.
Глухота в сочетании с репутацией театральной звезды представляла проблему для режиссёров, и с момента потери слуха до 1935 года, когда актёр встретил режиссёра С. Радлова, он не работал ни с одним профессиональным режиссёром. С. Радлов писал А. Остужеву длинные письма, таким образом направляя его работу.

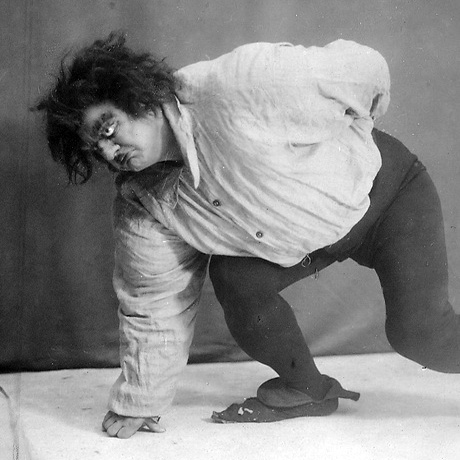
В роли Квазимодо, 1925 год

В начале 1920-х годов у актёра начался личный кризис, он отказался исполнять свои прежние роли, считая 40-летнего себя слишком старым для ролей молодых героев-любовников. Его имя не появлялось на первых полосах до 1923 года, когда он сыграл кронпринца в премьерном спектакле «Железная стена» Б. Рынды-Алексеева, а затем — в 1925 году за роль Квазимодо в постановке по роману «Собор Парижской Богоматери».
В 1929 году сыграл Карла Моора в «Разбойниках». Спектакль, несмотря на успех у публики, стал личной катастрофой для актёра: после него и до Отелло в 1935 году он получил всего одну роль — Вовы в «Плодах просвещения», совершенно чуждую ему. К январю 1935 года, когда начались репетиции Отелло, коллеги и зрители почти списали его со счетов, однако С. Радлов предпочёл А. Остужева более молодым коллегам и заново открыл его способности.

Могила Остужева на Новодевичьем кладбище Москвы.

Роль Отелло стала прорывом в карьере 60-летнего актёра. «Вся Москва стояла у дверей Малого, а очереди начинались на рассвете». Старожилы говорили, что успех Отелло превзошёл славу лучших ролей А. Южина и М. Ермоловой. К 21 декабря 1937 года спектакль был сыгран рекордные сто раз, несмотря на то, что актёр в 1936 году пережил на сцене сердечный приступ и несколько месяцев не мог выступать.
После Отелло играл Скупого рыцаря в «Маленьких трагедиях» (1937) и заглавную роль в спектакле «Уриэль Акоста» К. Гуцкова (1940); последняя стала отличительной ролью Малого театра благодаря характерной манере игры.
В течение Великой Отечественной войны актёр, которому уже было почти 70 лет, выступал в составе театральных бригад перед фронтовиками. Сам он говорил, что даже триумф в роли Отелло не сравнится с ощущением нужности солдатам своего народа. В июне 1941 года исполнил на радио стихи поэта В. И. Лебедева-Кумача «Священная война», после чего к словам была написана музыка — родилась песня «Священная война». Актёр также внёс свои денежные средства в Фонд обороны.
Он вернулся в Малый театр после войны и продолжил играть. Последней премьерой стала роль Рассказчика в спектакле «Отечественная война 1812 года» по роману Л. Н. Толстого «Война и мир»; постановки «Отелло» и «Уриэля Акосты» шли вплоть до его ухода на пенсию.
По словам Е. Гоголевой, актёр покинул театр после того, как во время его болезни роль Уриэля Акосты была дана другому актёру, посчитав это личным оскорблением.
В коллекции радиофонда хранятся записи литературных произведений в исполнении А. Остужева: страницы повести «Хаджи Мурат» Л. Н. Толстого, стихотворения: «На смерть поэта» М. Ю. Лермонтова, «Лес» А. В. Кольцова, «Священная война» В. Лебедева-Кумача, (записи 1930-40-х годов).
Помимо сцены в качестве хобби занимался металлообработкой, его небольшое жилище состояло лишь из спальни и мастерской.
Умер 1 марта 1953 года в Москве. Похоронен на Новодевичьем кладбище (участок № 2).

## Звания и награды
- Заслуженный артист государственных академических театров (1924)
- Народный артист РСФСР (март 1937)[20]
- Народный артист СССР (23.09.1937)[21]
- Сталинская премия первой степени (1943) — за многолетние выдающиеся достижения[22]
- Два ордена Ленина (23.09.1937 — за выдающиеся заслуги в деле развития русского театрального искусства[21], 1949, в связи с 125-летием Малого театра)
- Медаль «За доблестный труд в Великой Отечественной войне 1941—1945 гг.»

## Творчество

### Роли в театре
Сезон 1898/1899
- «Вий» по Н. В. Гоголю — Граф Скаржинский
- «Воевода» («Сон на Волге») А. Н. Островского — Степан Бастрюков
- «Ревизор» Н. В. Гоголя — Слуга трактирный
- «Старый закал» А. И. Сумбатова — Князь Гадаев и Чарусский
- «Скупой рыцарь» А. С. Пушкина — Альбер
- «Царь Борис» А. К. Толстого — Царевич Фёдор
- «Бой бабочек» Г. Зудермана — Макс
- «Василиса Мелентьева» А. Н. Островского — Колычев
- «Гроза» А. Н. Островского — Городской житель
- «Каширская старина» Д. В. Аверкиева — Абрам
- «Лес» А. Н. Островского — Буланов
- «Простушка и воспитанная» Д. Т. Ленского — Стрелкин
- «Женитьба Фигаро» Бомарше — Граф Альмавива
- «Термидор» В. Сарду — Васелен
- «Три искушения» И. Аничкова — Людовик

Сезон 1899/1900
- «Без вины виноватые» А. Н. Островского — Незнамов
- «Закат» А. И. Сумбатова — Муравлёв
- «Кин» А. Дюма — Пистоль
- «Макбет» У. Шекспира — Воин и Малькольм
- «Волшебные звуки» А. Р. Генца — Долинин
- «Сон в летнюю ночь» У. Шекспира — Лизандр
- «Эгмонт» И. В. Гёте — Фердинанд
- «Игроки» Н. В. Гоголя — Александр Глов
- «Козьма Захарьич Минин-Сухорук» А. Н. Островского — Губанин
- «Мещанин во дворянстве» Мольера — Клеонт
- «Отелло» У. Шекспира — Кассио

Сезон 1900/1901
- «Ревизор» Н. В. Гоголя — Шпекин
- «Ромео и Джульетта» У. Шекспира — Ромео
- «Предложение» А. П. Чехова — Ломов
- «Снегурочка» А. Н. Островского — Мизгирь
- «Трёхцветная фиалка» П. П. Гнедича — Бунин

Сезон 1902/1903
- «Горе от ума» А. С. Грибоедова — Чацкий
- «Да здравствует жизнь» Г. Зудермана — Норберт
- «Король Генрих VIII» У. Шекспира — Граф Серри
- «Школа злословия» Р. Шеридана — Чарльз Серфес

Сезон 1903/1904
- «Измена» А. И. Сумбатова — Эрекле
- «Победа» В. А. Трахтенберга — Михаил
- «Сын Жибуайе» Э. Ожье — Максимиллиан Жерар
- «Сен-Марс» П. И. Капниста — Маркиз де Сен-Маре
- «Банкротство» Б. Бьёрнсона — Xомар

Сезон 1904/1905
- «Йун Габриэль Боркман» Г. Ибсена — Эргарт Боркман
- «Одинокой тропой» А. Шницлера — Феликс
- «Сафо» Ф. Грильпарцера — Фаон
- «Поросль» Р. М. Хин — Грибин
- «Поток» М. Хальбе — Якоб Дорн

Сезон 1905/1906
- «Мастер» Г. Бара — Доктор Кокоро
- «Молодёжь» М. Дрейера — Фридер
- «На всякого мудреца довольно простоты» А. Н. Островского — Курчаев
- «Невод» А. И. Сумбатова — Костя Гусляков
- «Эрнани» В. Гюго — Эрнани (Четвертое действие, сборный спектакль в пользу нуждающихся провинциальных сценических деятелей)
- «Буря» У. Шекспира — Фердинанд

Сезон 1906/1907
- «Борьба за престол» Г. Ибсена — Петер
- «Вечерняя заря» Ф. А. Бейерлейна — Фон Лауфен
- «Праздник жизни» Г. Зудермана — Фред

Сезон 1907/1908
- «Доходное место» А. Н. Островского — Жадов
- «Коринфское чудо» А. И. Косоротова — Элии
- «Много шума из ничего» У. Шекспира — Бенедикт

Сезон 1908/1909
- «Вожди» А. И. Сумбатова — Вершилин
- «Казённая квартира» В. Рыжкова — Пьер
- «Театральный разъезд» Н. В. Гоголя — Князь N
- «Франческа да Римини» Г. Д’Аннунцио — Паоло Красивый

Сезон 1909/1910
- «Дмитрий Самозванец и Василий Шуйский» А. Н. Островского — Дмитрий Самозванец
- «Жёны» Д. Я. Айзмана — Сергей
- «Очаг» О. Мирбо — Роберт д’Оберваль
- «Привидения» Г. Ибсена — Освальд

Сезон 1910/1911
- «Любовь — всё» Я. Сёдерберга — Эрланд Янсон
- «Ревизор» Н. В. Гоголя — Хлестаков
- «Светлая личность» Е. П. Карпова — Пилявин

Сезон 1911/1912
- «Грань» Н. И. Тимковского — Претуров
- «Герцогиня Падуанская» О. Уайльда — Гвидо Ферранти
- «Израиль» А. Бернштейна — Тибо де Круси
- «Пир жизни» С. Пшибышевского — Янота

Сезон 1912/1913
- «Ассамблея» П. П. Гнедича — Пётр Пехтерев
- «Двенадцатый год» А. И. Бахметьева — Мюрат
- «История одного брака» В. А. Александрова — Вячеслав
- «1613-й год» Н. А. Чаева — Михаил Фёдорович
- «Как вам это понравится» У. Шекспира — Орландо
- «Мария Стюарт» Ф. Шиллера — Мортимер
- «Борис Годунов» А. С. Пушкина — Григорий (Сцена «Келья в Чудовом монастыре» — утренний абонементный сборный спектакль)

Сезон 1913/1914
- «Проигранная ставка» А. Лопатина — Скородин
- «Торговый дом» И. Д. Сургучёва — Митя

Сезон 1914/1915
- «Граф де Ризоор» В. Сарду — Карлос ван дер Ноот
- «Красная звезда» И. Я. Павловского — Толкачёв
- «Сёстры Кедровы» Н. А. Григорьева-Истомина — Анатолий

Сезон 1915/1916
- «Вторая молодость» П. М. Невежина — Виталий
- «Самоуправцы» А. Ф. Писемского — Рыков
- «Чародейка» И. В. Шпажинского — Юрий

Сезон 1916/1917
- «Ночной туман» А. И. Сумбатова — Игорь Турашов
- «Романтики» Д. С. Мережковского — Дьяков

Сезон 1917/1918
- «Саломея» О. Уайльда — Молодой сириец

Сезон 1918/1919
- «Венецианский купец» У. Шекспира — Бассанио
- «Собака садовника» Л. де Веги — Теодоро
- «Посадник» А. К. Толстого — Василько
- «Стакан воды» Э. Скриба — Мешэм
- «Электра» Г. Гофмансталя — Орест

Сезон 1922/1923
- «Недоросль» Д. И. Фонвизина — Милон

Сезон 1923/1924
- «Бедность не порок» А. Н. Островского — Митя
- «Железная стена» Б. К. Рынды-Алексеева — Фердинанд
- «Юлий Цезарь» У. Шекспира — Марк Антоний

Сезон 1924/1925
- «Заговор Фиеско в Генуе» Ф. Шиллера — Фиеско
- «Уриэль Акоста» К. Гуцкова — Акоста

Сезон 1925/1926
- «Собор Парижской богоматери» по В. Гюго (инсценировка Н. Крашенинникова) — Квазимодо
- «Аракчеевщина» И. С. Платона — Шумский
- «Последний жемчуг» Н. Л. Персианиновой — Стрелец-Корецкий

Сезон 1926/1927
- «Бархат и лохмотья» А. В. Луначарского и Эд. Штуккена — Адриан ван Браувер

Сезон 1927/1928
- «Мёртвые души» по Н. Гоголю — Капитан исправник
- «1917 год» И. С. Платона и Н. Н. Суханова — Мордвинов

Сезон 1928/1929
- «Сигнал» С. И. Поливанова и Л. М. Прозоровского — Браилов

Сезон 1929/1930
- «Растеряева улица» по Г. И. Успенскому (инсценировка М. С. Нарокова) — Михаил Иванович
- «Разбойники» Ф. Шиллера — Карл Моор
- «Горе от ума» А. С. Грибоедова — Репетилов

Сезон 1930/1931
- «Горячие будни» Ю. В. Болотова — Соловьёв

Сезон 1931/1932
- «Плоды просвещения» Л. Н. Толстого — Вово

Сезон 1934/1935
- «Бедность не порок» А. Н. Островского — Любим Торцов

Сезон 1935/1936
- «Отелло» У. Шекспира, режиссёр: С. Э. Радлов — Отелло

Сезон 1936/1937
- «Скупой рыцарь» А. С. Пушкина — Барон

Сезон 1939/1940
- «Уриэль Акоста» К. Гуцкова — Акоста

Сезон 1941/1942
- «Отечественная война 1812 года» по роману Л. Н. Толстого (инсценировка И. Я. Судакова) — от автора

#### Театр Корша
Сезон 1901/1902
- «Коварство и любовь» Ф. Шиллер —  Фердинанд
- «Таланты и поклонники» А. Н. Островского — Мелузов
- «Дети Ванюшина» С. А. Найдёнова — Алексей

### Фильмография
- 1918 — Выстрел

## Память
- Именем актёра названы: улица в Воронеже и Москве, ныне Большой Козихинский переулок.

### Архив
В Российском государственном архиве литературы и искусства хранится личный фонд А.А. Остужева, который состоит из 315 единиц хранения за 1877–1953 годы.
Здесь хранятся биографические документы: аттестат об окончании Драматических курсов Московского театрального училища (1898), свидетельства о браке и о разводе (1929), членские билеты ВТО и др. общественных организаций, трудовая и пенсионная книжки, почетные грамоты и адреса, справки и командировочные удостоверения. 
К творческим документам относятся тексты многочисленных ролей, над которыми Остужев работал в 1898–1940 годах, экземпляры пьес, инсценировки, режиссерские разработки пьес, афиши и программы спектаклей и концертов, рецензии на спектакли, фотографии Александра Алексеевича в жизни и ролях; его переписка, письма зрителей, а также фотографии актеров Малого театра.